# Lijst van Oudenaardenaren
Dit is een chronologische lijst van Oudenaardenaren. Het gaat om personen die geboren zijn of woonachtig zijn geweest in de Belgische stad Oudenaarde met een pagina op Wikipedia.

## Bekende personen

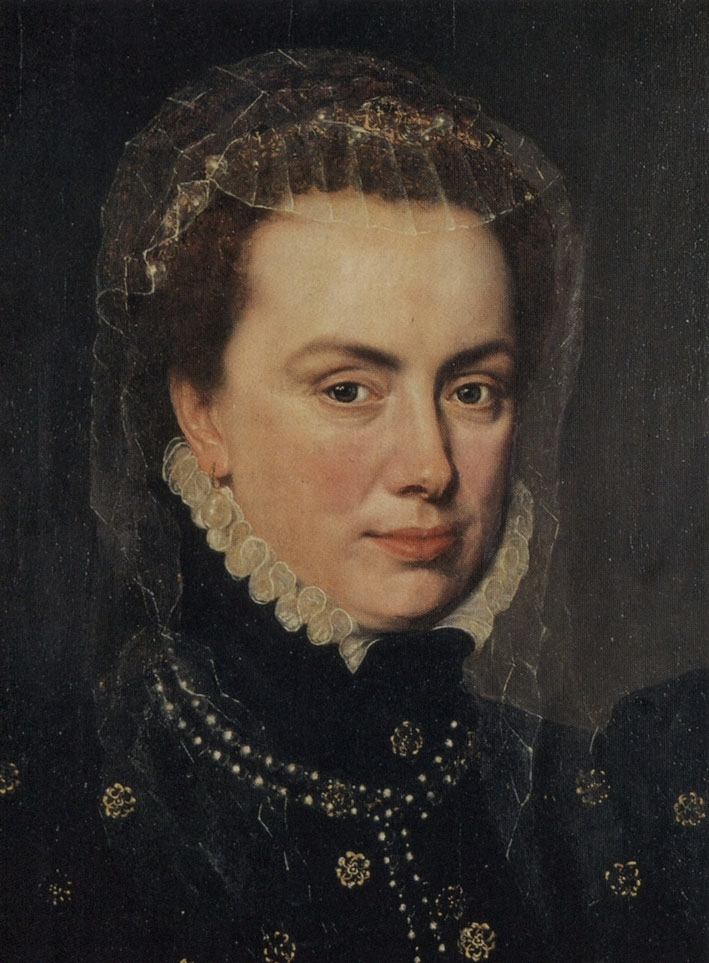
Margaretha van Parma

- Arnold van Soissons (1040-1087), bisschop van Soissons
- Gaspar van Weerbeke (1455-1517), Zuid-Nederlands componist
- Benedictus Appenzeller (1480-1551), Zuid-Nederlands componist
- Matthijs de Castelein (1485-1550), Zuid-Nederlands rederijker
- Margaretha van Parma (1522-1586), landvoogdes over de Nederlanden
- Jacobus Lacobs (1541-1572), norbertijn
- Johannes van den Driesche (1550-1616), protestants theoloog
- Adriaen Brouwer (1606-1638), kunstschilder
- Alexander Baert (16?? - 1719), tapijtwever
- Jan Jozef Raepsaet (1750-1832), Zuid-Nederlands politicus
- Henri Liefmans (1781-1851), politicus
- Charles Liedts (1802-1878), politicus
- François-Auguste Gevaert (1828-1908), componist
- Gentiel Antheunis (1840-1907), dichter
- Paul Raepsaet (1843-1918), Belgische volksvertegenwoordiger, senator en burgemeester
- Reimond Stijns (1850-1905), schrijver
- Nestor de Tière (1856-1920), schrijver
- Edmond Van de Vyvere (1880-1950), kunstenaar
- Henricus Lamiroy (1883-1952), theoloog
- Richard Leutenez (1884-1960), kunstschilder
- Robert Herberigs (1886-1974), componist
- Jules Boulez (1889-1960), kunstschilder
- Edgar Gevaert (1891-1965), kunstschilder
- Leo Scheere (1895-1963), politicus
- Maurice Santens (1895-1968), politicus
- Julien Versieren (1898-1965), politicus
- Suzanne Thienpont (1905-2003), kunstschilder
- Hendrik Cornelis (1910-1999), laatste gouverneur-generaal van Belgisch-Congo
- Liban Martens (1911-2000), politicus
- Marguerite De Riemaecker-Legot (1913-1977), politica; eerste vrouwelijke Belgische minister
- Jan Verroken (1917-2020), politicus
- Gaston de Gerlache (1919-2006), ontdekkingsreiziger
- Adelbert Van de Walle (1922-2006), architect
- Jean-Pierre Deweer (1923-2013), politicus
- Jean Pede (1927-2013), politicus
- Frans Herman (1927-1990), atleet
- Georges De Smeyter (1928-1998), politicus
- Rachel Hanssens (1929-2017), atlete
- Lieven Santens (1933-2015), politicus
- Arthur Decabooter (1936-2012), wielrenner
- Willy De Waele (1937-2023), politicus
- Willy Naessens (1939-2025), ondernemer
- Ronny Temmer (1942), zanger
- André Dierickx (1946), wielrenner
- José Reveyn (1947), atleet
- Jotie T'Hooft (1956-1977), dichter
- Rosine Wallez (1957), atlete
- Marnic De Meulemeester (1957), politicus en burgemeester
- Guy Hove (1957), politicus
- Pol Van Den Driessche (1959), journalist
- Bart Kaëll (1960), zanger
- Eric Van Lancker (1961), wielrenner
- Els De Temmerman (1962), journalist
- Dirk Geeraerd (1963), voetbaltrainer
- Petra De Sutter (1963), buitengewoon hoogleraar en politica
- Walter Van Steenbrugge (1964), advocaat
- Mario De Clercq (1966), veldrijder
- Frank De Bleeckere (1966), scheidsrechter
- Lieven Vandenhaute (1966), radio- en televisiemaker
- Luk Vanmaercke (1968), redacteur
- Guy T'Sjoen (1970), arts
- Paulien De Groote (1972-2018), politicus
- Cindy Franssen (1976), politicus
- Tim Rogge (1977), atleet
- Yves Degryse (1977), acteur
- Brunhilde Verhenne (1978), model
- Wim Vanhuffel (1979), wielrenner
- Brigitta Callens (1980), Miss België 1999
- Charlotte Vandermeersch (1983), actrice
- Stijn Vandenbergh (1984), wielrenner
- Kenny De Ketele (1985), baanwielrenner
- Jan Bakelants (1986), wielrenner
- Timothy Herman (1990), speerwerper

Brussel:
Anderlecht
Brussels Hoofdstedelijk Gewest · 
Etterbeek · 
Ukkel

Vlaanderen:
Aalst · 
Antwerpen · 
Brugge ·
Geel · 
Genk · 
Gent · 
Hasselt ·  
Ieper · 
Kortrijk · 
Leuven · 
Lichtervelde · 
Lier · 
Lokeren · 
Mechelen · 
Oostende · 
Oudenaarde · 
Poperinge · 
Roeselare ·
Sint-Niklaas ·  
Sint-Truiden · 
Tienen · 
Tongeren · 
Turnhout · 
Vilvoorde

Wallonië: 
Aarlen · 
Charleroi ·  
Doornik ·  
Luik · 
Moeskroen ·  
Namen · 
Verviers · 
Waver